# Чеснокова, Александра Семёновна
Александра Семёновна Чесноко́ва (2 сентября 1908, Моршанск, РСФСР — 8 декабря 1988, Ленинград, СССР) — советская художница, живописец, член Ленинградского Союза художников.

## Биография
Чеснокова Александра Семёновна родилась 2 сентября 1908 года в Моршанске Тамбовской губернии. Отец Чесноков Александр Устинович работал железнодорожным мастером, мать Чеснокова Екатерина Феофановна (в девичестве Базова) работала стрелочницей. В семье было семеро детей. Школу-семилетку окончила в Омске. В 1928 там же окончила художественный техникум и по направлению уехала для продолжения учёбы в Москву, где поступила во ВХУТЕМАС. В 1930 после объединения московского и ленинградского институтов в ИНПИИ перевелась в Ленинград. Занималась у А. Савинова, Р. Френца. В 1931 вышла замуж за однокурсника художника Анисовича Владислава Леопольдовича (1908—1969). В 1932 окончила институт с присвоением звания художника монументальной живописи. Дипломная работа — монументальная роспись стен в доме отдыха под Ленинградом в посёлке Мартышкино.
В 1935 Чеснокова поступила на живописный факультет ЛИЖСА и в 1937 году окончила его по мастерской И. Бродского с присвоением звания художника живописи. Дипломная работа — картина «Проба стали».
Участвовала в выставках с 1935 года, экспонируя свои работы вместе с произведениями ведущих мастеров изобразительного искусства Ленинграда. Работала преимущественно в жанре тематической картины и портрета. В 1938 была принята в члены Ленинградского Союза советских художников. В предвоенные годы преподавала в Ленинградском художественно-педагогическом училище, в Средней художественной школе, в ЛИЖСА. В 1941 вместе с тремя детьми была эвакуирована в Новосибирск, откуда возвратилась в Ленинград в 1944 году.
Среди произведений, созданных Александрой Чесноковой в станковой живописи, картины «Мы вернёмся» (1943), «На фронт» (1944), «Рассказ бойца» (1951), «Говорит Москва» (1969), «Молодая семья» (1971), «Портрет физика Э. В. Егорова» (1974), «Портрет физика М. И. Репинина» (1977) и другие.
Скончалась 8 декабря 1988 года в Ленинграде на 81-м году жизни.
Произведения А. С. Чесноковой находятся в музеях и частных собраниях в России и за рубежом.

## Выставки
- 1951 год (Ленинград): Выставка произведений ленинградских художников.
- 1976 год (Ленинград): Портрет современника. Пятая выставка произведений ленинградских художников.
- 1977 год (Ленинград): Выставка произведений ленинградских художников, посвященная 60-летию Великого Октября.